# Дневник старог момка
Дневник старог момка је тринаести студијски албум новосадског кантаутора Ђорђа Балашевића. 
Албум је изашао само у Србији и Словенији. Дистрибуцију овог албума за хрватско тржиште, побринула се дискографска кућа Dallas Records.

## О албуму
Ово је био Балашевићев први албум после политичких промена у Србији, и садржи само љубавне песме а свака песма носи једно женско име (из овог разлога већина песама су познатије по свом незваничном називу, на пример „Јарослава“ је боље познатија као „Принцезо, јави се“..). Прва слова назива песама формирају акростих „ОЉА ЈЕ НАЈБОЉА“, што се односи на његову жену, Оливеру.
Праћен је спотовима за песме Анђела, Отилија и Огњена.
До јуна 2003. године, албум је био продат у 14.700 примерака.

## Турнеја
Албум је промовисан на турнеји одржаних у Осијеку, Загребу, Новом Саду...

## Пријем
Загребачки Глобус је написао да албум садржи љубавну тематику, а неке песме су на релацији југоносталгија-аутономија Војводине. Албум је оцењен са 4 звездице. Загребачки Вјесник је у својој рецензији написао да албум звучи као сатира самог аутора и да је љубав та која остаје након свих политичких заврзлама. Албум је оцењен са 3 звездице. Вечерњи лист је у свом чланку написао да је Балашевић за овај албум, дневнополитичке теме заменио постулатом "старог момка", који је, изгубивши све, остао сам са својим успоменама. Портал Монитор је писао да је Балашевић окренуо леђа политици после 25 година и почео писати песме искључиво о љубави, додајући да је престао писати песме у које се заљубљује на прво слушање још од прошлог албума.
Rock Express је у својој рецензији написао да сви они који су помислили да ће потпуни повратак љубавним темама значити и једноличност песама, веома преварили. Албум је оцењен 9/10.

## Обраде
- Анђела[13] - The Road to Hell Part 2 (Крис Риа)[14]
- Људмила[15] и Отилија[16] - Ни задњи, ни први (Црвена јабука)[17] - Чекајући Монтенегро експрес[18]